# 鎌倉千秋
鎌倉千秋（1978年11月30日—）是一位日本女性播報員，目前所屬電視台為日本放送協會（NHK）。

## 經歷
日本靜岡縣燒津市出身，父親是日本人，母親為台灣人。從靜岡雙葉高等學校畢業後，進入慶應義塾大學綜合政策學部（湘南藤澤校區）就讀。她在大學時選擇學習漢語作為第二外語，也因此往後能以日語、英語、漢語多種語言進行現場報導。由於成長環境注重語言溝通，開始研究多語社會的議題，曾與慶應義塾大學教授平高史也共同執筆「多語教育中媒體扮演的角色」的文章，並收錄於書籍中出版。此外，她也是朝日電視台主播學校的第一期畢業生，和村上祐子、河野明子、堀潤等同期生錄取了電視台主播職位，於2001年進入NHK。
進入NHK後，被分發到沖繩擔任主播，同年也和大學時期的同學結婚，並依照丈夫的意願保留「鎌倉」的姓氏。經過三年地方磨練後，2004年調職至東京主播室，獲選為《NHK10點新聞》報導記者，此後開始主持《地球廣場》、《在你的街坊舉辦夢想演唱會》、《向ABU未來的航海》、《SAVE THE FUTURE》等節目，並為了《探險羅馬世界遺產》前往中國兵馬俑、殷墟、麗江古城、武夷山等世界遺產景點。2007年，適逢「2007年中日文化體育交流年」，鎌倉身為NHK主播與中國中央電視台主播朱迅、孫寶印共同主持於人民大會堂舉行的閉幕式音樂晚會。2009年5月，前往汶川大地震災區採訪，同年9月調職至中國總局研習。在研習期間演出湖南衛視節目《天天向上》、上海廣播電視台外語頻道播放的節目《中日之橋》，並負責主持NHK上海世博會的轉播。2011年2月，登上中國中央電視台新聞頻道過年特別節目《行走唐人街》。2011年4月，開始主持NHK BS1國際新聞節目《World Wave》，期間負責採訪中共十八大。2014年4月，接替橋本奈穗子主持新聞節目《NEWS WEB》。2016年4月4日，隨著國谷裕子交出《今日焦點》主持棒，節目改名為《今日焦點+》並由伊東敏惠、小鄉知子、松村正代、久保田祐佳、杉浦友紀、井上朝日及鎌倉七名主播輪流主持。2017年4月3日，改為由武田真一和鎌倉共同主持《今日焦點+》。同年前往北京採訪中共十九大。2018年，主持維也納愛樂樂團《維也納新年音樂會》。

## 個人
她的父親是日本人，母親為台日混血的台灣人。外祖父是台灣日治時期出身於臺南州虎尾郡崙背庄（現雲林縣麥寮鄉）的醫師，在靜岡縣時與日本人外祖母相遇，當外祖父回台灣時日本於二戰中戰敗，外祖父與外祖母因此分隔兩地，過了一段時間後外祖父再回日本，於青森縣缺乏醫療資源的地區行醫度過生涯
2022年十月十七日協同夫婿來台預計留台一年，目前就讀台灣大學博士班。
。

## 主持節目

### 現在主持節目
- 《知曉新聞週刊（日语：週刊まるわかりニュース）》（2020年4月4日－，NHK綜合頻道、NHK BS4K同時播出）
- 《大人小孩TV（日语：オドモTV）》（NHK教育頻道）
- 《NHK新聞&天氣預報》（不定期）
- 《東京網播間》（中文網路節目，2019年1月－）（NHK華語視界）
- 《穿越動盪的世界》（紀錄片，NHK BS1）

### 過去主持節目
- 《太陽好大世界（日语：太陽カンカンワイド）》（NHK沖繩）
- 《NHK10點新聞（日语：NHKニュース10）》（記者：2004年4月－2006年3月）
- 《價格之謎（日语：プライスの謎）》（2006年）
- 《NHK週刊新聞（日语：NHK週刊ニュース）》（2006年8月12日、2008年10月4日） - 代替山本美希（日语：山本美希）主持
- 《直播 法國秋意散步》（BShi、2007年10月6日－10月13日）
- 《你是主角 在有音樂的街道（日语：あなたが主役 音楽のある街で）》（BS2、－2007年3月29日）
- 《BS鐵道迷俱樂部》（BS2、2007年4月－不明）
- 《NHK7點新聞》（新聞報導）
- 《海外安全情報（日语：海外安全情報）》
- 《地球廣場（日语：地球アゴラ）》（BS1、2008年度） - 與住吉美紀（日语：住吉美紀）每週輪流主持
- 《在你的街坊舉辦夢想演唱會（日语：あなたの街で夢コンサート）》（BS2、2008年度）
- 《探險羅馬世界遺產（日语：探検ロマン世界遺産）》（報導記者）
- 《NHK地球ECO（日语：NHK地球エコ）》
  - 《地球ECO2008 珊瑚的控訴》 - 旁白
  - 《SAVE THE FUTURE（日语：SAVE THE FUTURE）》
- NHK WORLD中文動畫新聞（不定期）
- 《九點看新聞》（2009年8月10日－8月21日） - 代替青山祐子（日语：青山祐子）主持
- 《直播這就是上海世博會!史上最大的祭典開幕》
- 《上海速度》
- 關西特集（日语：かんさい特集）《呂宋之壺特集 在上海世博會直擊中國市場!（日语：新・ルソンの壺）》（2010年5月21日）
- 上海世博會特別演唱會（2010年7月4日）
- 《搜尋de Go!珍藏世界遺產》（2010年10月8日）
- 第77屆NHK全國學校音樂比賽（日语：NHK全国学校音楽コンクール） 全國大賽
  - 小學組（2010年10月9日、NHK教育）
  - 中學組（2010年10月10日、NHK教育）
  - 高校組（2010年10月11日、NHK教育）
- 第37屆日本獎（日语：日本賞）頒獎典禮「榮耀! 教材世界一」（2010年10月31日）
- 廣州亞運會（2010年11月12日－11月17日）
- NHK特集《日中外交這樣開始的》（2012年9月30日）
- 《NHK BS新聞》（2013年7月21日、第23屆日本參議院議員通常選舉報道中心）
- 《World Wave》（2011年4月1日－2014年3月28日）
- 《NEWS WEB》（2014年3月31日－2016年4月1日）
- NHK特集《未解決事件 追跡計畫（日语：未解決事件 (NHKスペシャル)）》（2015年3月22日、12月13日）
- 專訪　現在開始《一青窈　花水木　100年的願望》（2015年9月22日）
- 《徹底了解！諾貝爾獎》（2015年12月12日）
- 《即時科學解說節目 走廊研究所！！》（BS1、2016年3月21日）
- 一本之道《“歩行之旅”返回原點～英國・峰區國立公園》（BS Premium、2016年10月26日）
- 《開眼研究所！！》（BS1、2017年3月21日）
- Super Premium《古埃及 3人女王謎團》（BS Premium、2017年11月25日）
- 《維也納新年音樂會》（NHK教育、2018年1月1日）
- 《大人的積極・奔跑  人生相談研究所！》（BS1、2018年5月27日）
- 《貧窮戰隊（日语：ボキャブライダー）》SP  高校生對抗！夏季英語單字選手權2018（NHK教育、2018年8月27日）
- 《今日焦點+》（NHK綜合、2016年4月－2019年3月14日）
- 《佐渡裕的音樂酒場『MAESTRO』》（NHK-FM、2019年5月3日）

## 同期女主播
- 北鄉三穗子（日语：北郷三穂子）（青森→仙台→東京主播室→神戶）
- 森山春香（日语：森山春香）（富山→名古屋→東京主播室→名古屋）

## 外部連結
- アナウンスルーム・鎌倉千秋 （页面存档备份，存于） （日語）